# Trachystemon orientalis
Espèce
Classification phylogénétique
Trachystemon orientalis est une espèce de plantes herbacées de la famille des Boraginacées originaires d'Europe et d'Asie mineure.

## Position taxonomique
Comme le genre, Trachystemon orientalis appartient à la sous-famille des Boraginoideae.
Cette espèce avait d'abord été placée dans le genre Borago par Carl von Linné en 1753 : Borago orientalis L.
En 1832, David Don crée le genre Trachyspermum en examinant les particularités de la fleur de Borago orientalis mais il ne reproduit pas la description. C'est George Don, en 1938, qui réalise la complète description de l'espèce.
En 1837, Carl Friedrich von Ledebour décrit le genre Nordmannia, sur la base de Nordmannia cordifolia Ledeb. ex Nordm. : cette espèce est synonyme de Borago orientalis L., c'est-à-dire Trachystemon orientalis (L.) G.Don.
En 1846, Augustin Pyrame de Candolle et Alphonse Pyrame de Candolle, en renommant le genre en Psilostemon, créent un synonyme : Psilostemon orientalis (L.) DC. & A.DC.

## Description
Trachystemon orientalis est une plante herbacée vivace, de petite taille, aux racines rhizomateuses et aux tiges et feuillage couverts d'une pilosité abondante.
Les feuilles sont larges, cordiformes.
Les fleurs sont pédonculées, en cymes lâches. Elles sont bleues, au calice à cinq échancrures. La corolle a un tube cylindrique, à cinq lobes linéaires. Elle porte cinq étamines avec à la base cinq glandes protectrices couvertes de poils.
Cette espèce compte 56 chromosomes.

## Distribution
Cette espèce est originaire d'Europe orientale et d'Asie mineure : Bulgarie, Turquie, Russie (Caucase). 
Son aire s'est étendue à l'ensemble des pays à climat tempéré en raison de l'attrait de sa floraison, de son caractère couvre-sol et de sa résistance. Cette plante est largement disponible dans le commerce horticole.
Trachystemon orientalis peut se montrer envahissante.

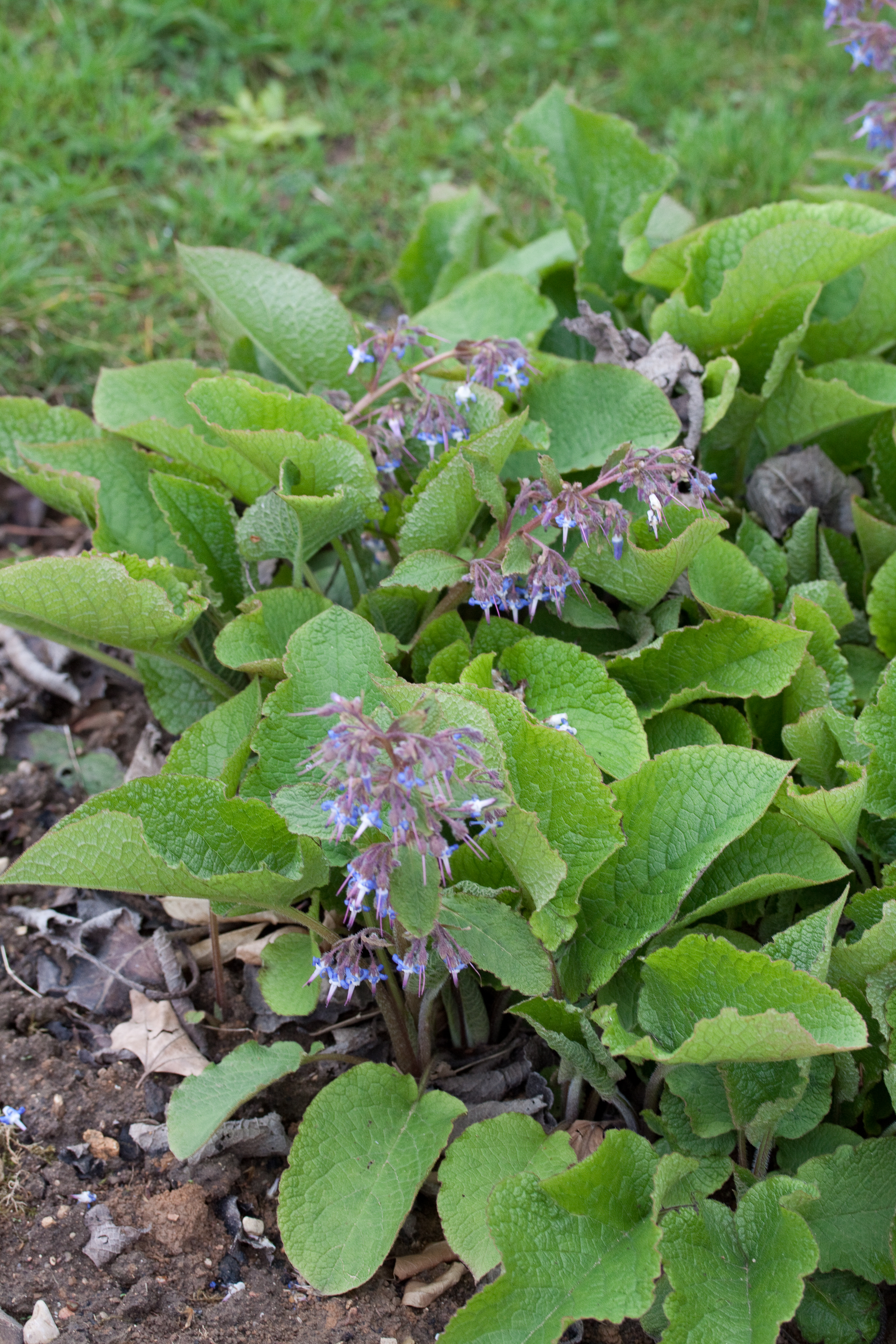
Fleurs
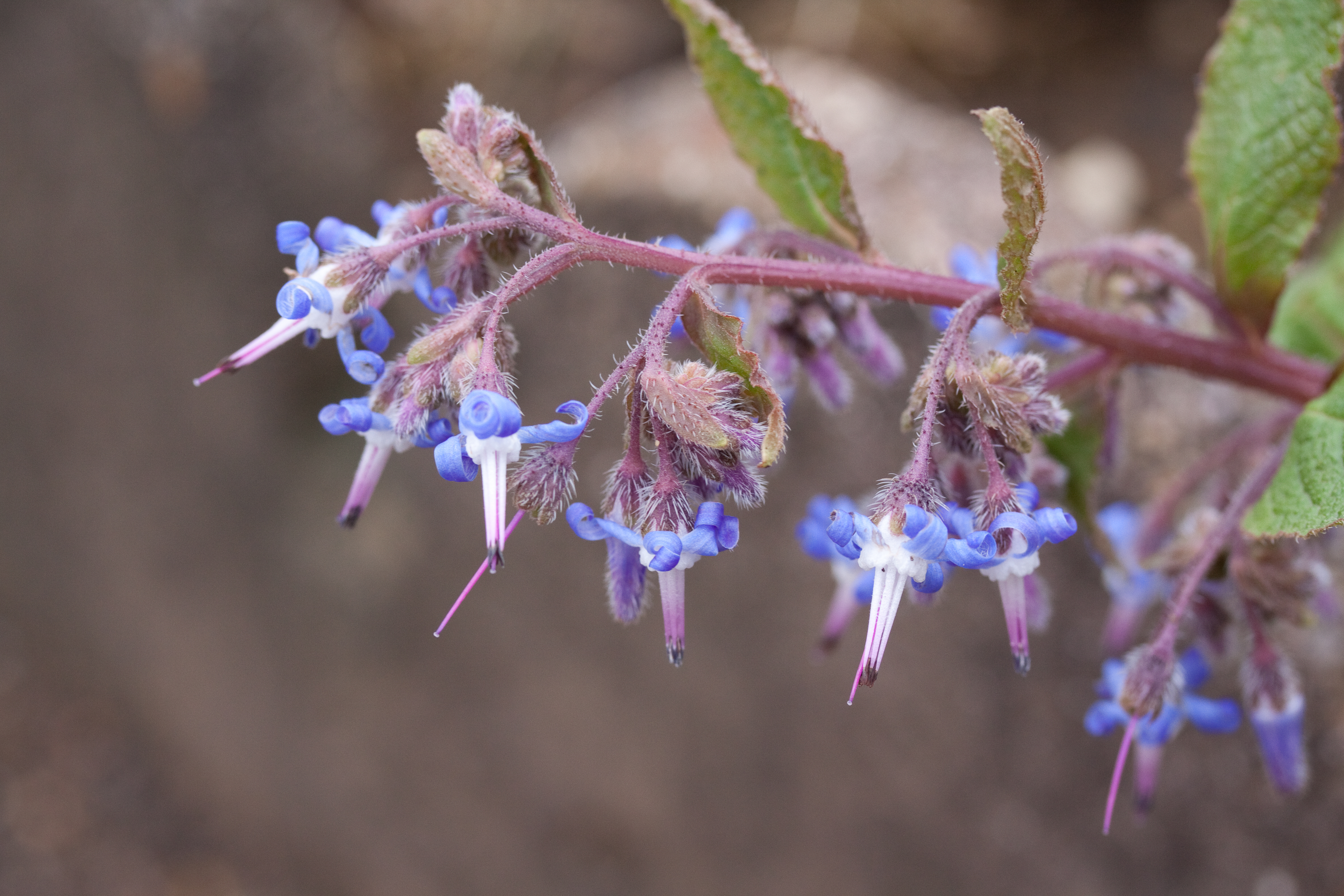
Fleurs
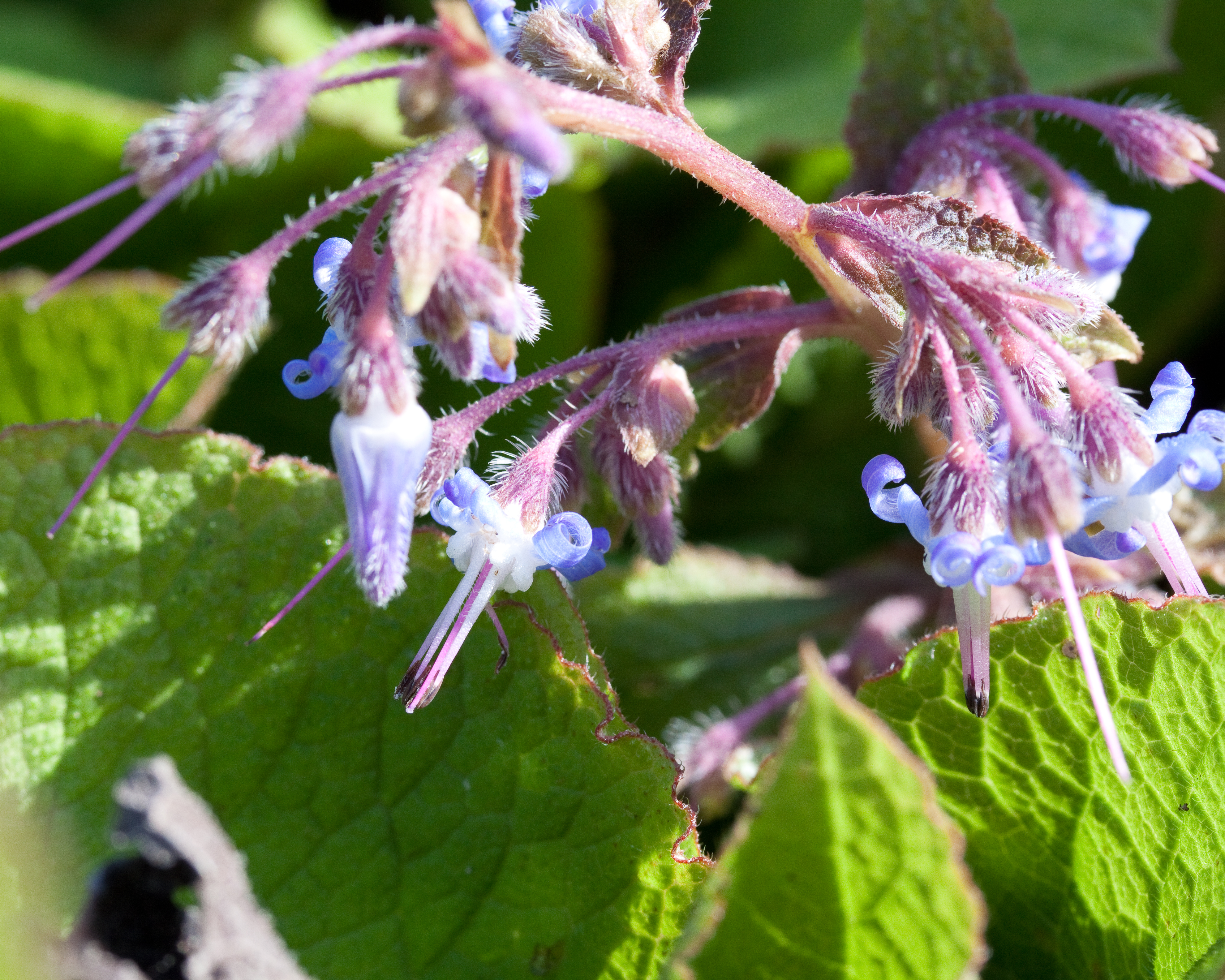
Fleurs

## Utilisations
Selon Désiré Georges Jean Marie Bois, c'est l'une des rares borraginacées qui a été autrefois consommée (jeunes feuilles et fleurs, récoltées au printemps) au Proche-Orient (en Turquie plus précisément), l'autre étant la bourrache commune (et dans une région d'Espagne,l'Aragon, une variété de bourrache à fleurs blanches). 